# Площа Торре Арджентіна

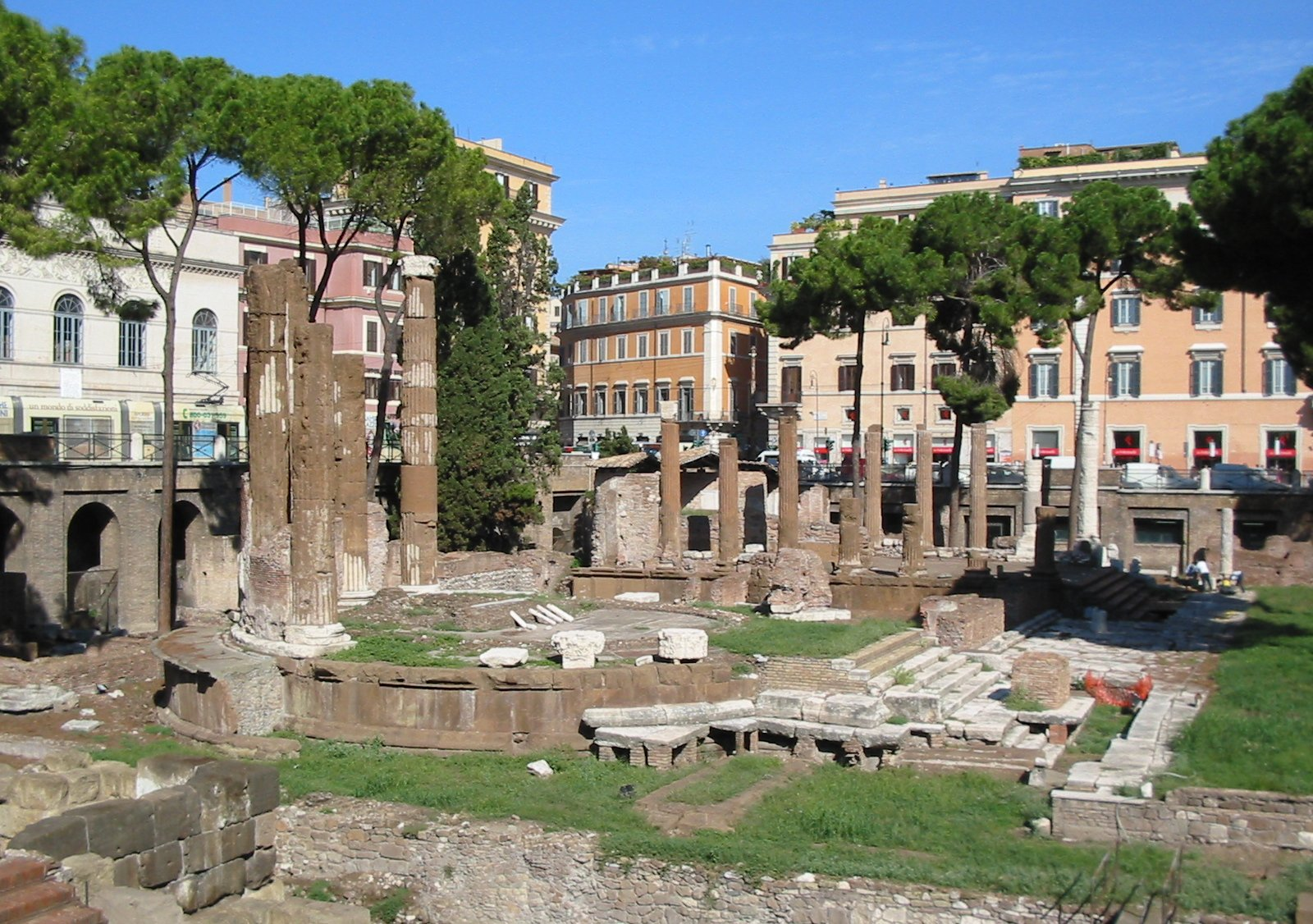
Храм В (Fortuna Huiusce Diei)

Площа Торре Арджентіна (італ. Largo di Torre Argentina) — площа в Римі, названа за іменем Torre Argentina (Страсбурзька вежа), яку зведено у 1503 році. Місто Страсбург раніше було відоме як Argentoratum.
Сучасна площа виникла в 1909 році, при цьому було знесено житлові будинки й церкву італ. San Nicola dei Cesarini.
На площі з західного боку розташований театр Арджентіна.

## Розкопки
У 1926–1928 роках почалися розкопки храмового комплексу часів Римської республіки.
У ході розкопок було виявлено залишки чотирьох храмів, розташовані нижче рівня дороги. Спочатку неможливо було визначити кому присвячені храми, вони називаються A, B, C, D. Храми були з I століття до н. е. оточені громадськими будівлями, з півночі — Зал ста колон (лат. Hecatostylum) і терми Агріппи, із заходу — портик і театр Помпея, з півдня Цирк Фламінія і театр Бальбуса, зі сходу — Porticus Minucia Frumentaria.

## Галерея

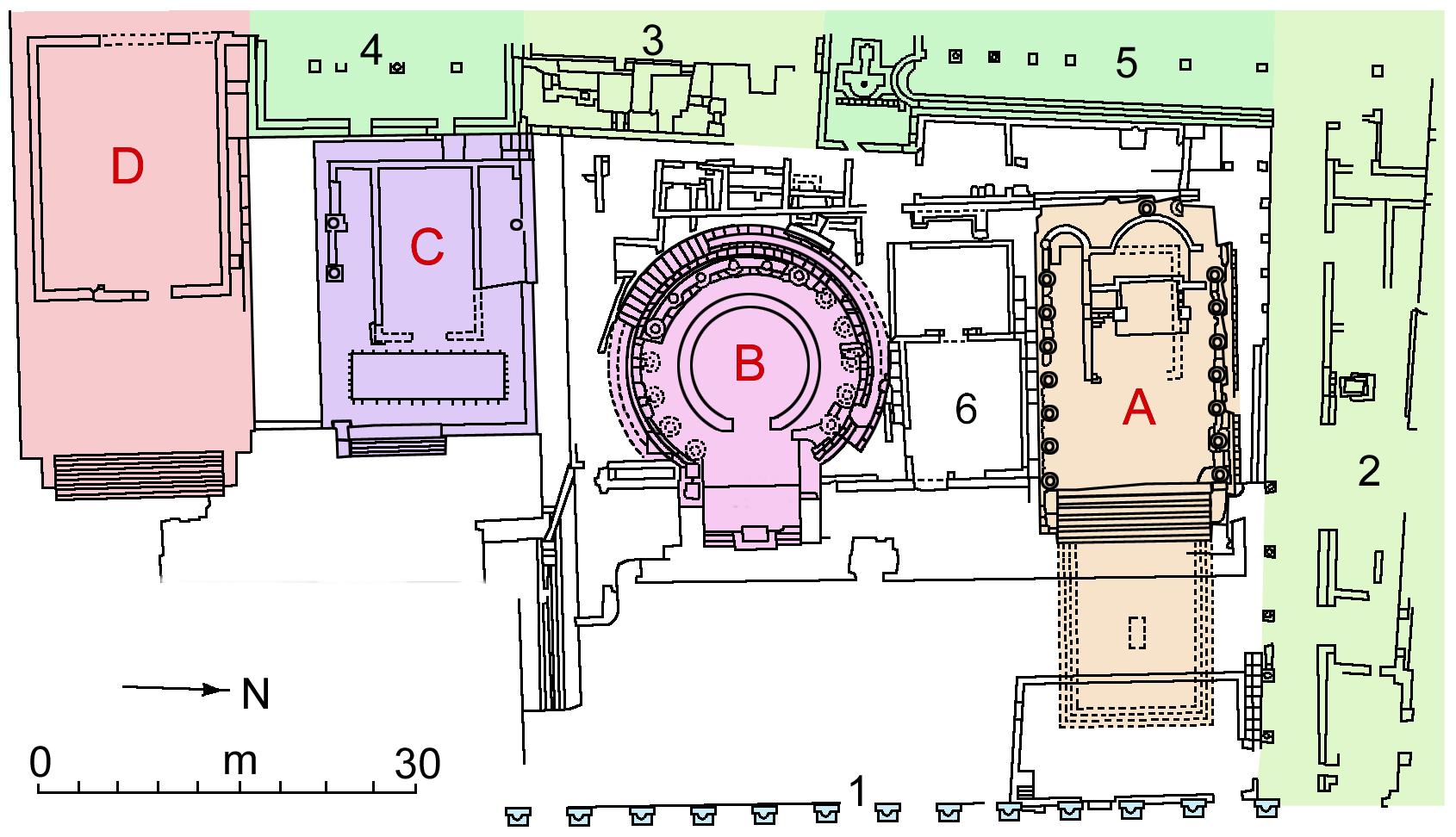
План розміщення
1930
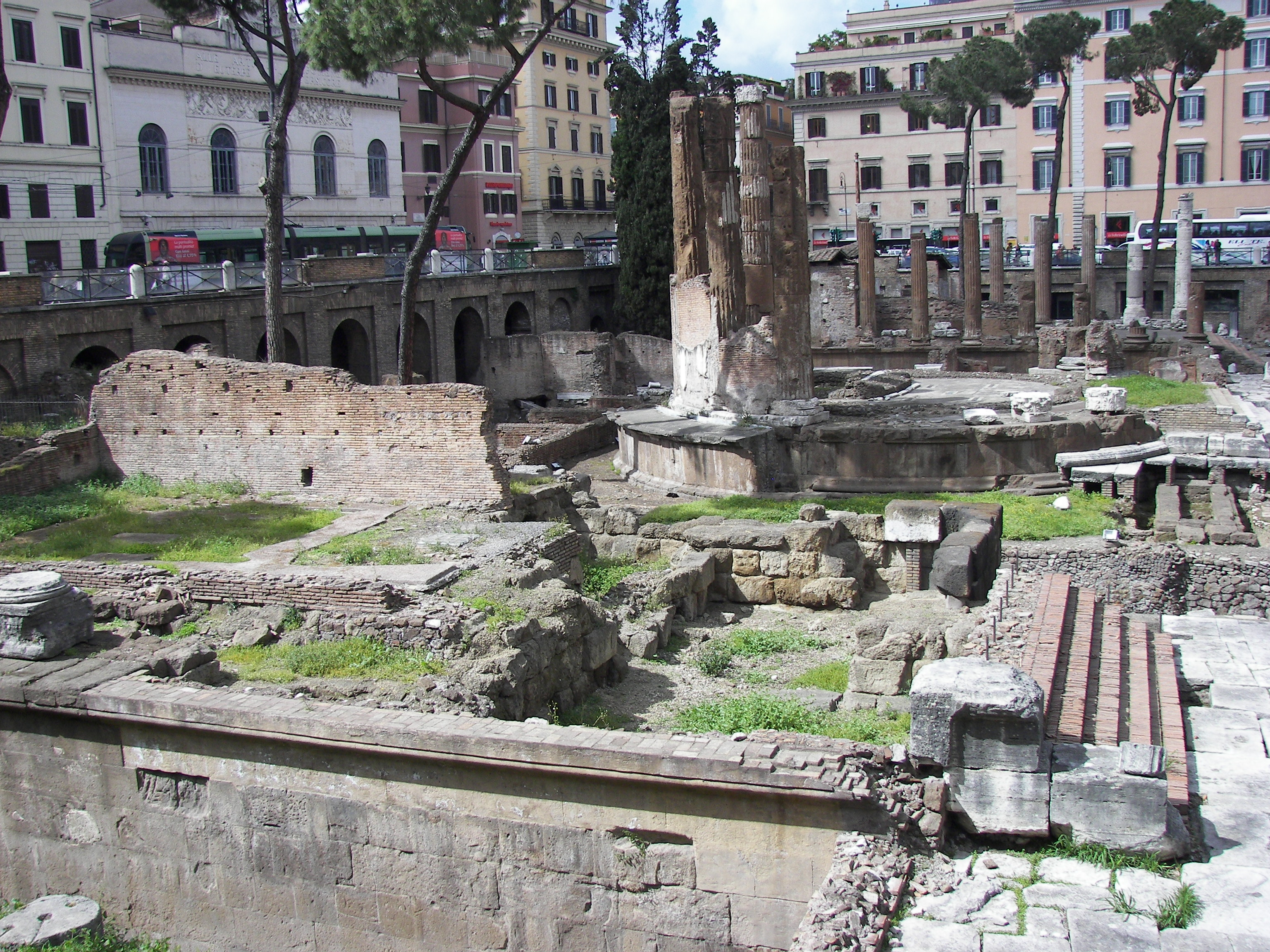
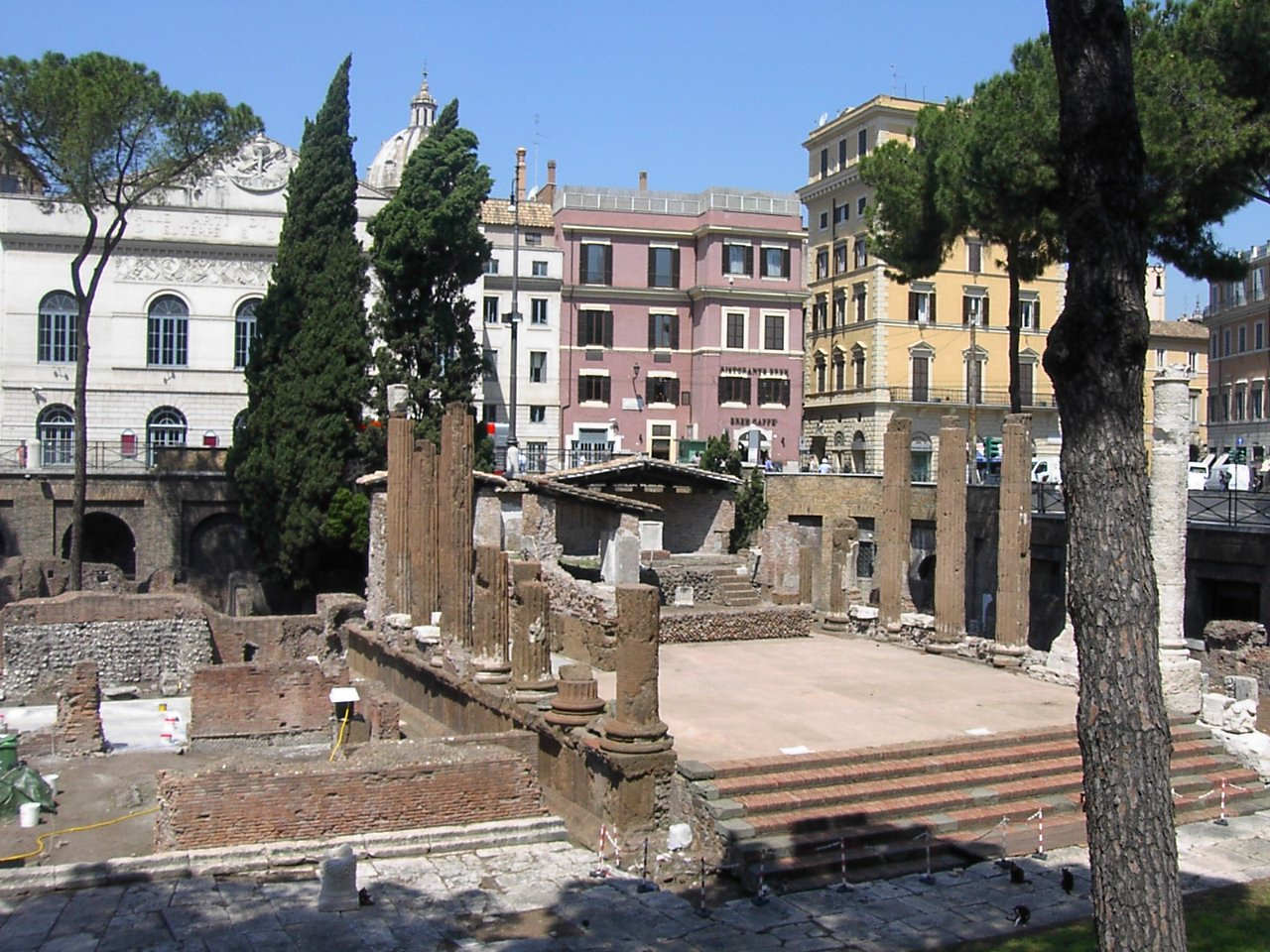
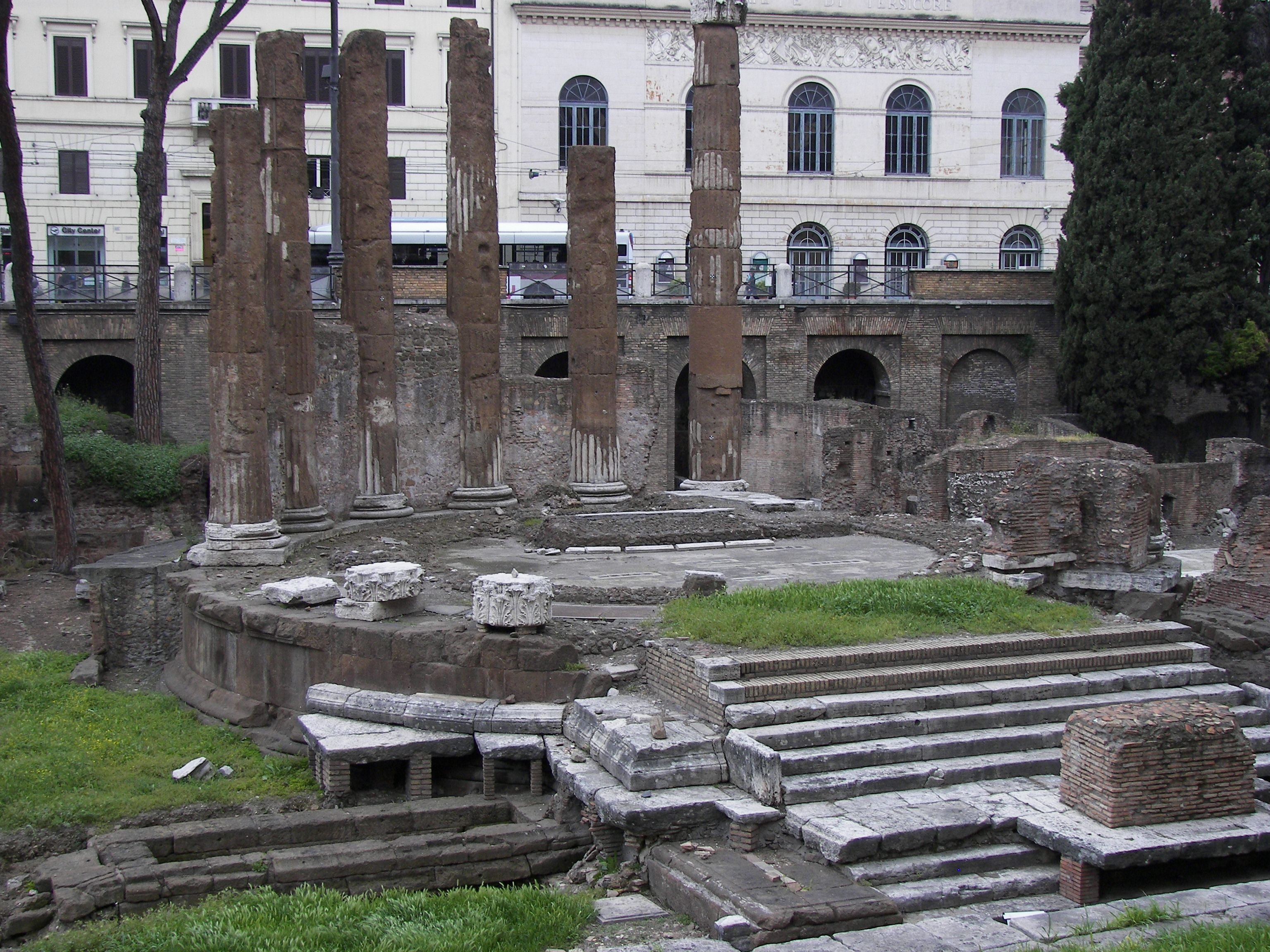
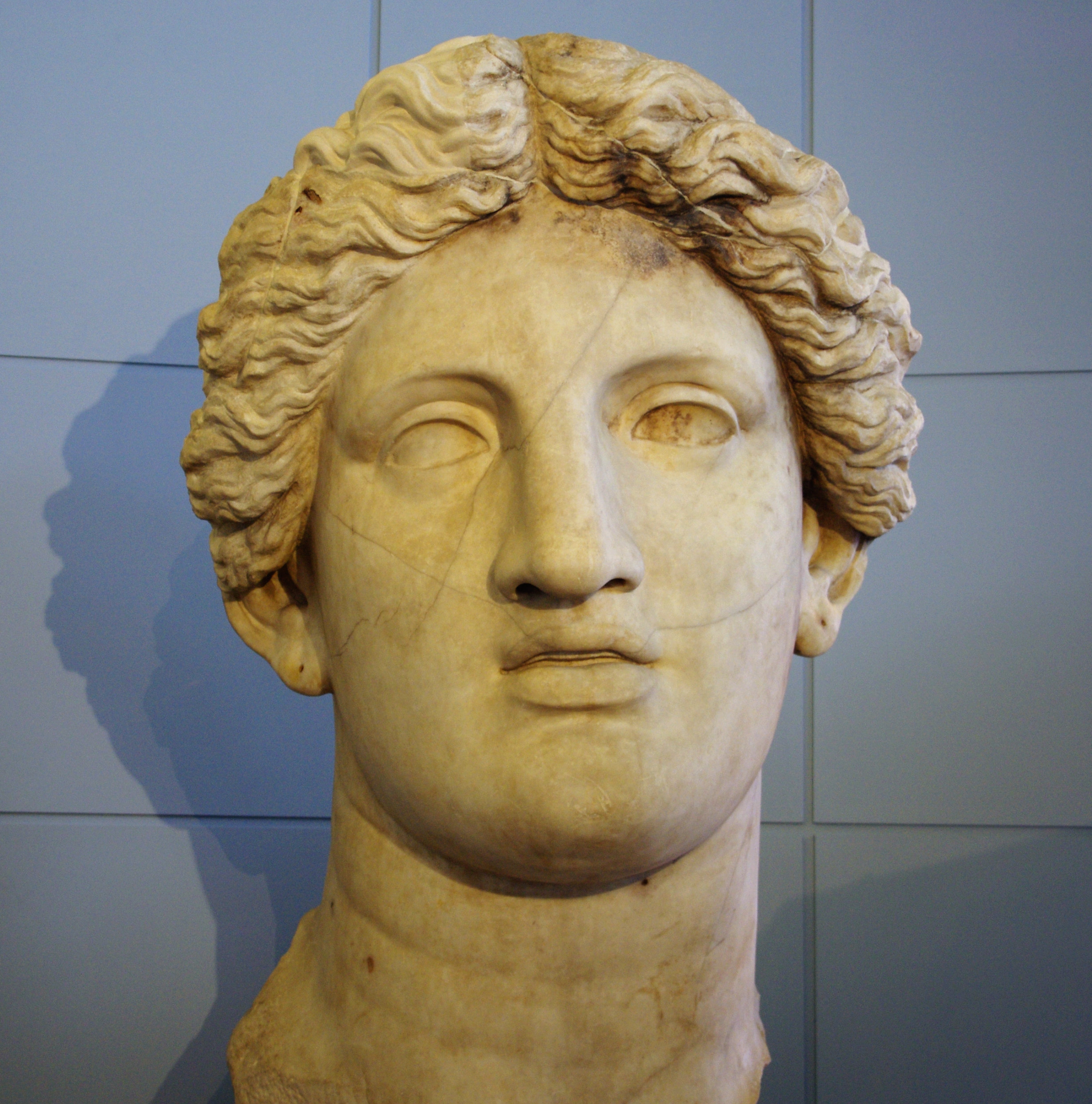
Голова статуї богині Fortuna huiusce diei
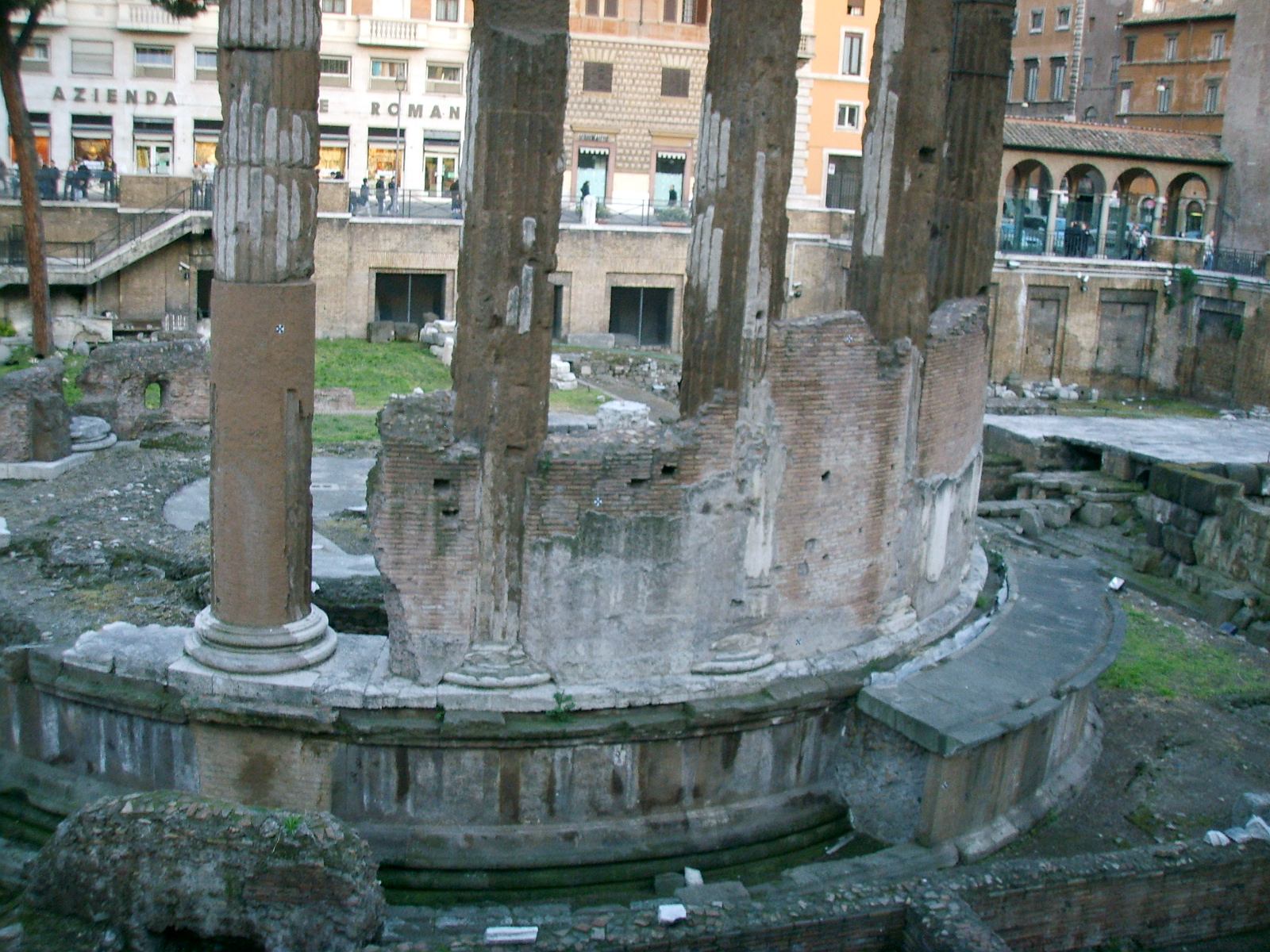
Фундамент храму Б
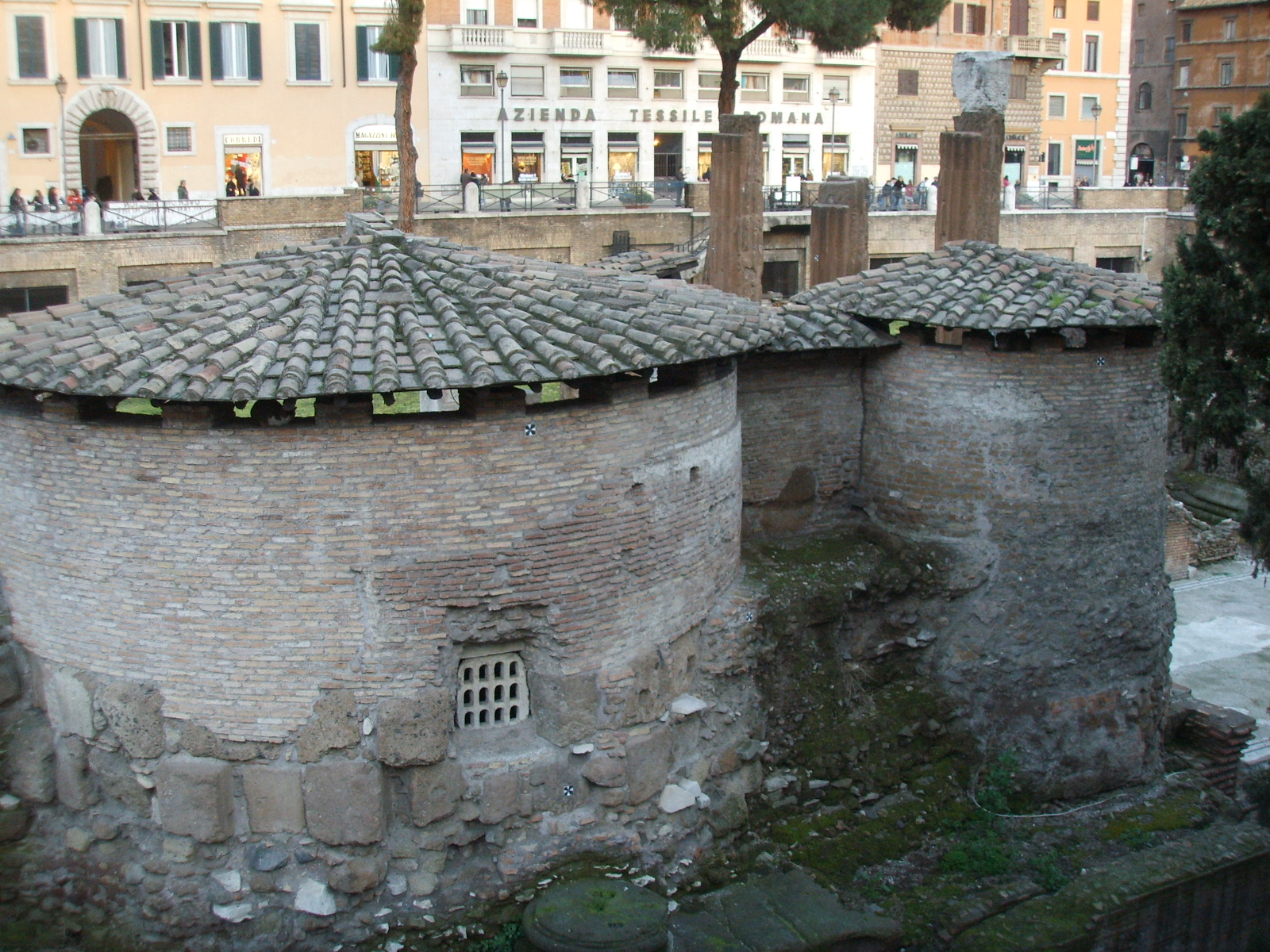
Апсиди храму сан Нікола деі Чезаріні (храм А)
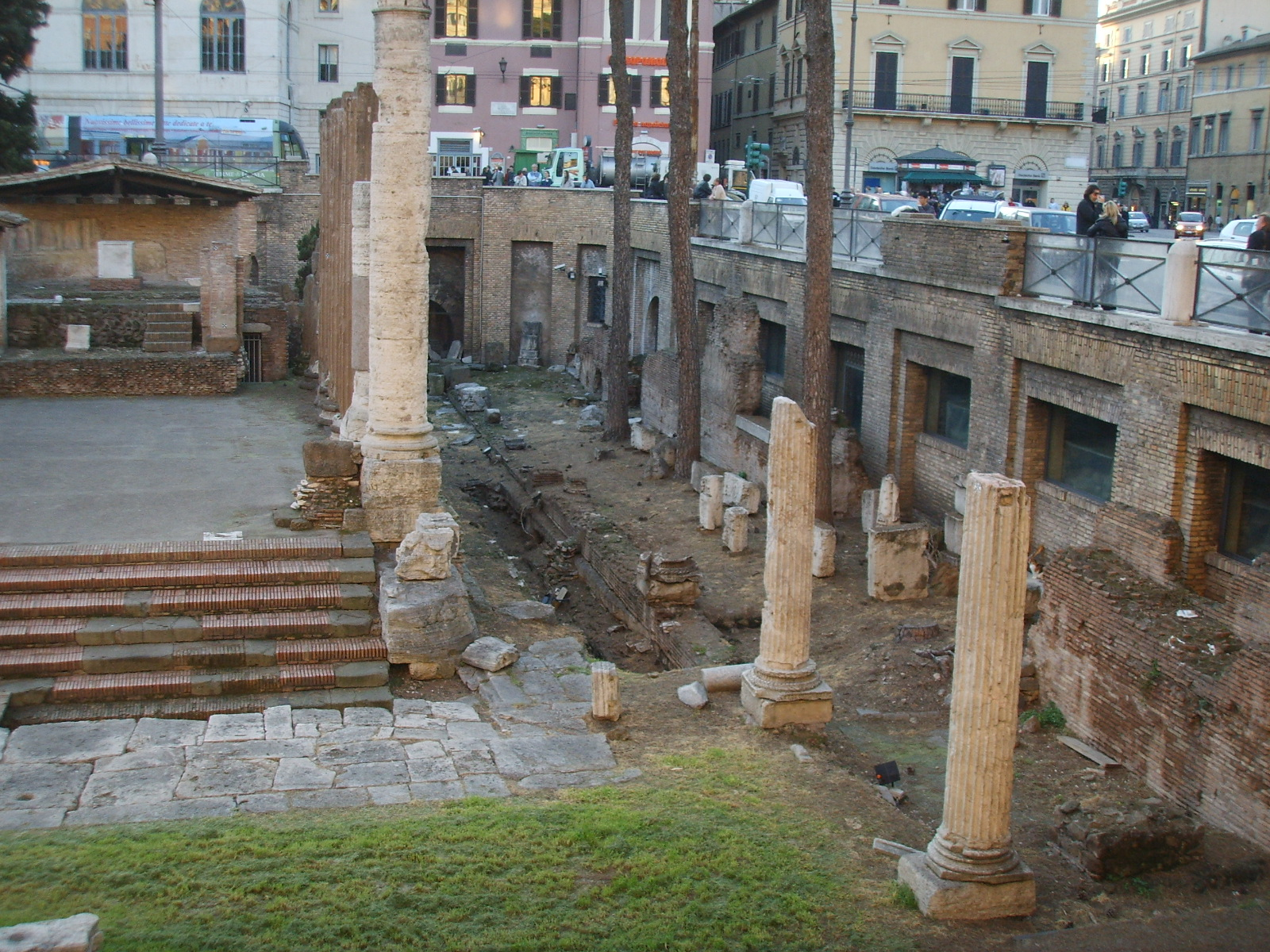
Залишки «Гекатостилуму»